# Stenolophus ussuricus
Stenolophus ussuricus es una especie de escarabajo de tierra del género Stenolophus, tribu Harpalini, subfamilia Harpalinae. Fue descrita científicamente por Kataev & Dudko en 1997.
La especie se mantiene activa durante los meses de mayo, junio, julio y agosto.

## Distribución
Se distribuye por Rusia.